# مارماهی دریایی
مارماهیان دریایی (Congridae) یکی از خانواده‌های مارماهی هستند. این خانواده مارماهی‌های دریایی و مارماهی‌های باغچه‌ای را دربر می‌گیرد.
گوشت این نوع ماهی در یکی از انواع سوشی استفاده می‌شود و در آشپزی ژاپنی به آن آناگو (به ژاپنی: アナゴ Anago) گفته می‌شود.

## نگارخانه

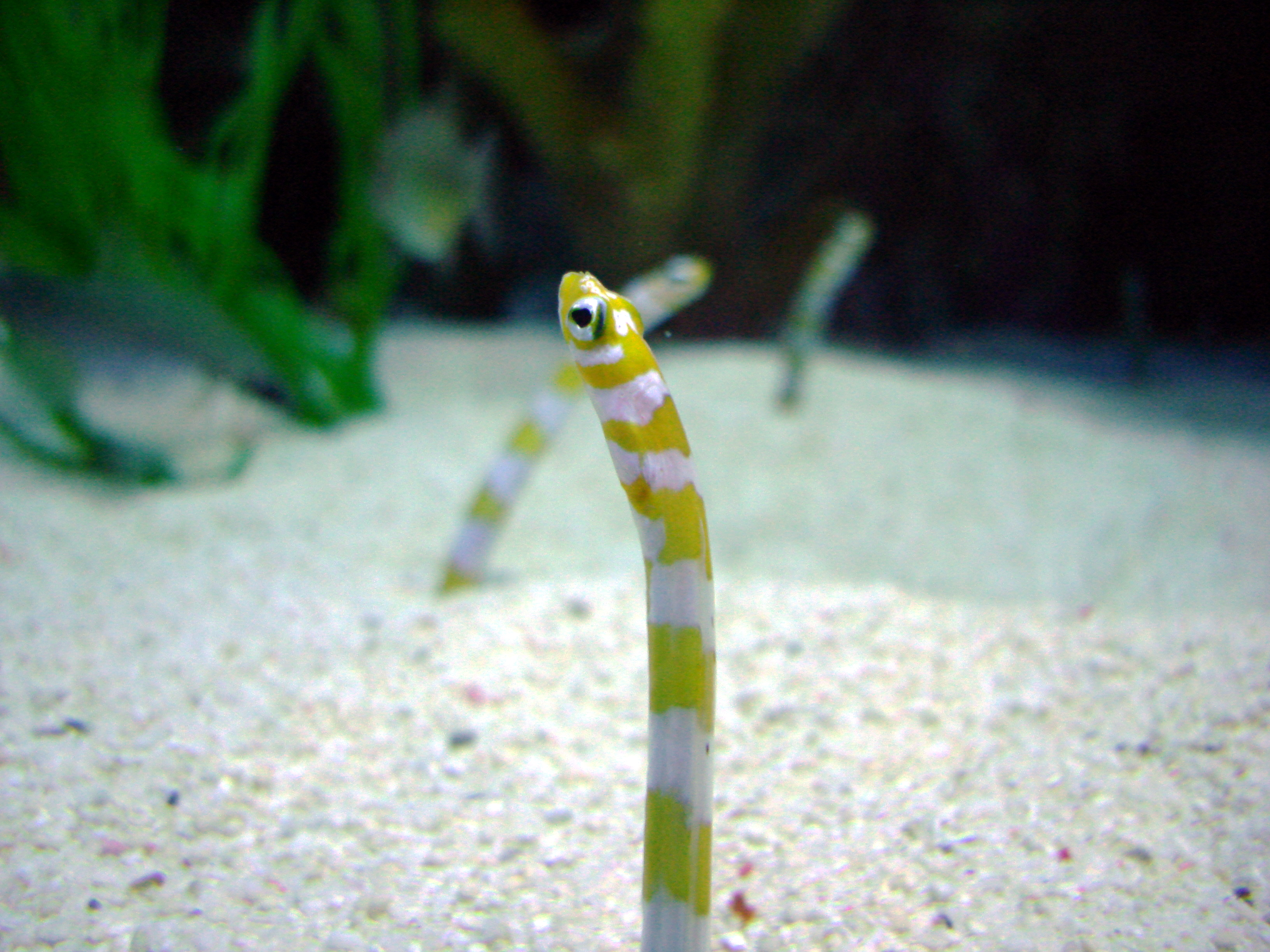
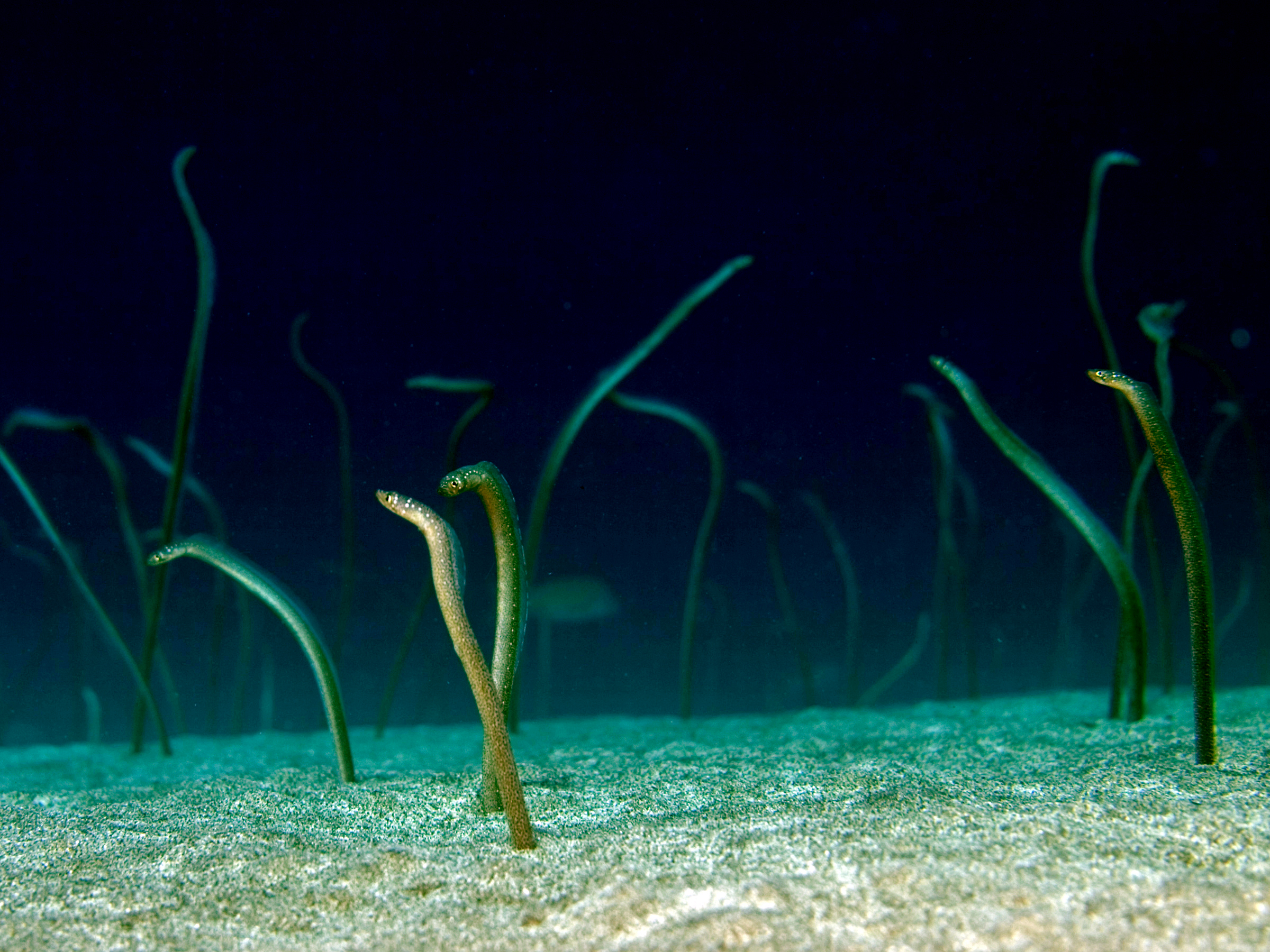